# المتطوعون والمجندون الأجانب في فافن-إس إس

متطوعون أوكرانيون من فرقة SS Galizien يسيرون في سانوك، مايو 1943

خلال الحرب العالمية الثانية، جندت فافن إس إس أعدادًا كبيرة من غير الألمان، كمتطوعين ومجندين. في المجمل، تم تجنيد حوالي 500000 من غير الألمان ومن العرق الألماني الذين يعيشون خارج ألمانيا، معظمهم من أوروبا التي تحتلها ألمانيا، بين عامي 1940 و1945.  كانت الوحدات تحت سيطرة المكتب الرئيسي لقيادة قوات الأمن الخاصة تحت سيطرة زعيم الرايخ إس إس هاينريش هيملر. عند التعبئة، تم منح السيطرة التكتيكية للوحدات إلى القيادة العليا للفيرماخت (القيادة العليا للقوات المسلحة). 

## تاريخ فافن-إس إس
تم إنشاء فافن إس إس كجناح عسكري الشوتزشتافل للحزب النازي. يمكن إرجاع جذورها إلى اختيار مجموعة من 120 رجل من قوات الأمن الخاصة في عام 1933 من قبل سيب ديتريش لتشكيل Sonderkommando Berlin، والتي أصبحت تعرف ليبستارت أدولف هتلر (ليبستارت).  في عام 1934، طورت قوات الأمن الخاصة فرعها العسكرية الخاصة، إس إس-فرفوغونغزتروبه (إس إس-في تي)، والذي تطورتمع ليبستارت لتصبح فافن-إس إس.  كانت إسميا تحت سلطة هاينريش هيملر، طورت فافن-غس إس نظاما هيكلًيا عسكريًا بالكامل للقيادة والعمليات. وقد نمت من ثلاثة أفواج إلى أكثر من 38 فيلق خلال الحرب العالمية الثانية، عملو جنبا إلى جنب مع هير (الجيش)، في حين لم تكن أبدا رسميا جزءا منه.  كانت رغبة هتلر ألا يتم دمج فافن-إس إس في الجيش أو شرطة الولاية، بل سعى ليبقى قوة مستقلة من الرجال المدربين عسكريًا تحت تصرف الفوهرر.  

## التوظيف والتجنيد
في عام 1934، وضع هيملر في البداية متطلبات صارمة للمجندين. كان من المفترض أن يكونوا مواطنين ألمان يمكنهم إثبات أن أصلهم الآري يعود إلى عام 1800 وغير متزوجين وبدون سجل إجرامي. يجب ان تتراوح أعمار المجندين بين 17 و23 عامًا، على الأقل 1.74 مترًا (5 أقدام و 9 بوصات) (1.78 مترًا (5 أقدام و 10 بوصات) من أجل Leibstandarte). طُلب من المجندين الحصول على أسنان وعيون مثالية وتقديم شهادة طبية. بحلول عام 1938، تم تخفيف القيود المفروضة على الطول، وتم السماح بحدود 6 حشوات للأسنان، وتم السماح بنظارات الاستجماتيزم وتصحيح النظر الخفيف. بمجرد أن بدأت الحرب العالمية الثانية في أوروبا، لم تعد المتطلبات المادية مطبقة بصرامة. في أعقاب الحملة في الغرب في عام 1940، أذن هتلر بتجنيد، على حد تعبير هيملر، لتوسيع صفوفهم. تطوع عدد من الدنماركيين والهولنديين والنرويجيين والسويديين والفنلنديين للعمل في فافن-إس إس تحت قيادة الضباط الألمان. لا تعتبر الوحدات غير الألمانية جزءًا من قوات الأمن الخاصة مباشرة، والتي لا تزال تحافظ على معاييرها العنصرية الصارمة؛ بدلا من ذلك كانوا يعتبرون رعايا أجانب يعملون تحت قيادة قوات الأمن الخاصة.
بدأ التوظيف في أبريل 1940 بإنشاء فوجين: نوردلاند (لاحقًا فرقة المتطوعين إس إس بانزرجرينادير نوردلاند) ويستلاند (لاحقًا تشكيل بانزر فيكينج).  مع تزايد أعدادهم، تم تجميع المتطوعين في الفيلق (بحجم كتيبة أو لواء)؛ وكان من بين أعضائها ما يسمى بالألمانيين غير الألمان بالإضافة إلى الضباط الألمان العرقيين القادمين من الأراضي المحتلة. مع تقدم الحرب، شكل المتطوعون والمجندين الأجانب نصف فافن-إس إس.
بعد أن غزت ألمانيا الاتحاد السوفيتي في عملية بارباروسا، تم التوقيع على مجندين من فرنسا وإسبانيا وبلجيكا (بما في ذلك الوالون)، وأراضي تشيكوسلوفاكيا المحتلة، والمجر، ومنطقة البلقان.  بحلول فبراير 1942، تحول تجنيد فافن-إس إس في جنوب شرق أوروبا إلى تجنيد إجباري لجميع الأقليات الألمانية في سن الخدمة العسكرية.  من عام 1942 فصاعدًا، تم تشكيل وحدات أخرى من المجندين غير الجرمانيين.  تم تشكيل جحافل من رجال من إستونيا ولاتفيا وكذلك رجال من البوسنة والهرسك وكرواتيا وجورجيا وأوكرانيا وروسيا والقوزاق.  ومع ذلك، بحلول عام 1943 لم تعد فافن-إس إس تدعي عمومًا أنها قوة قتالية «النخبة». تم التجنيد والتجنيد على أساس «التوسع العددي أكثر من النوعي»، مع العديد من الوحدات «الأجنبية» التي تكون جيدة لواجب الحرس الخلفي فقط.  بالإضافة إلى ذلك بحلول عام 1944، بدأ الجيش الألماني في تجنيد الإستونيين واللاتفيين في محاولة لتجديد خسائرهم.  بلغ عدد الأجانب الذين خدموا في فافن-إس إس «حوالي 500,000»، بمن فيهم أولئك الذين تعرضوا للضغط في الخدمة أو تم تجنيدهم.  تقدير أقل للأجانب في القوات المسلحة الألمانية بأكملها (على حد سواء فيرماخت وفافن-إس إس) هو 350,000. يشمل كلا الرقمين أعدادًا كبيرة من الألمان العرقيين من خارج ألمانيا.
تم تطوير نظام للتسمية لتمييز الموظفين رسميًا بناءً على مكانهم الأصلي. سيكون للوحدات الألمانية البادئة «إس إس»، في حين تم تعيين الوحدات غير الألمانية بالبادئة «فافن» لأسمائها. تم تسمية التشكيلات مع متطوعين من ذوي الخلفية الألمانية رسميًا Freiwilligen (متطوع) (الدول الاسكندنافية والهولندية والفلمنكية)، بما في ذلك الألمان الذين الذين ولدوا خارج الرايخ المعروفين باسم فولكس دويتشه. تم تنظيم هذه في جحافل مستقلة، وكانت تسمية فافن تعلق على أسمائهم لتحديد الهوية الرسمية.  بالإضافة إلى ذلك، شمل تشكيل بانزر فيكينج الألماني على مجندين من الدنمارك والنرويج وفنلندا والسويد وإستونيا طوال تاريخها.  كان عدة مئات من مجندي قوات الأمن الخاصة من السويد وسويسرا.  على الرغم من النقص في القوى العاملة، فإن فافن-إس إس كان لا يزال يعتمد على الأيديولوجية العنصرية للنازية، وبالتالي تم حظر البولنديين العرقيين على وجه التحديد من الغنتساب إلى الإس إس بسبب أنه ينظر إليهم على أنهم «دون البشر»، على الرغم من السماح للجماعات السلافية الأخرى بالخدمة مثل الأوكرانيين وبييلوروسيا في 39. و 40. أفواج Waffen Grenadier، التي يُفترض أنها تعتبر «بشر أقل».  

## ما بعد الحرب

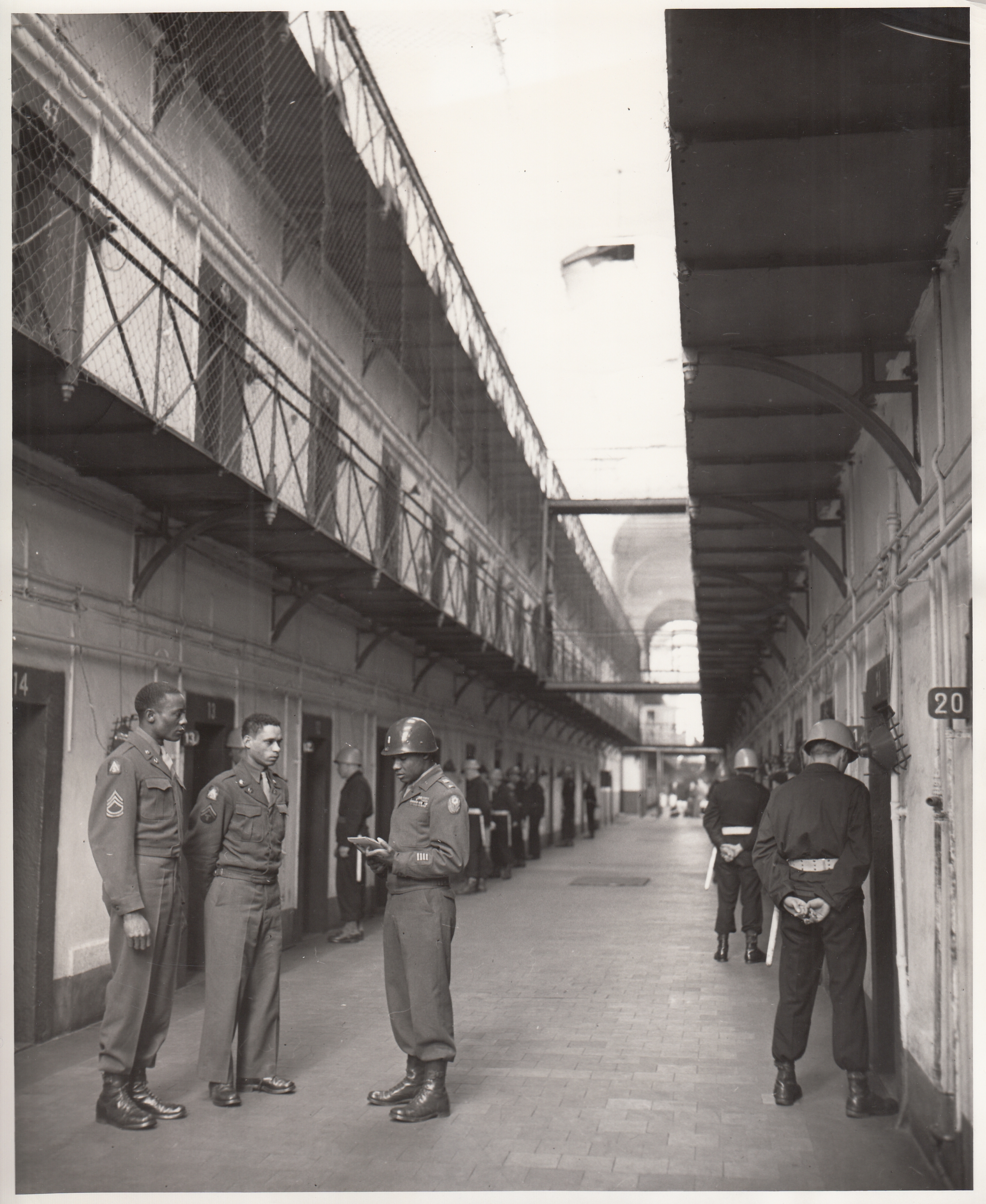
المجندون السابقون في منطقة البلطيق وافين غرينادير، يرتدون الزي الأسود مع خوذات زرقاء وأحزمة بيضاء، ويحرسون هيرمان جورينج ورودولف هيس وغيرهم من كبار النازيين خلال محاكمات نورمبرغ.

خلال محاكمات نورمبرغ، تم إعلانفافن-إس إس منظمة إجرامية لتورطها الرئيسي في جرائم الحرب ولأنها «جزء لا يتجزأ» من الإس إس.   المجندون الذين لم يتم منحهم خيار الانضمام إلى صفوف ولم يرتكبوا «مثل هذه الجرائم» تم تحديدهم على أنهم معفون من هذا الإعلان. أُعدم عدد من المتطوعين، بينما حوكم آخرون وسجنوا في بلدانهم. ما زال آخرون يعيشون في المنفى أو عادوا إلى وطنهم.
هرب زعيم والون ليون ديغريل إلى إسبانيا، حيث، رغم أنه حُكم عليه بالإعدام غيابياً من قبل السلطات البلجيكية، فقد عاش في المنفى حتى وفاته في عام 1994. تم تسليم حوالي 146 من جنود البلطيق من لاتفيا وليتوانيا وإستونيا الذين قاتلوا ضد السوفيات وهربوا إلى السويد إلى الاتحاد السوفيتي في عام 1946.
وجد رجال فيلق XV SS Cossack أنفسهم في النمسا في نهاية الحرب واستسلموا للقوات البريطانية. على الرغم من أنهم حصلوا على تأكيدات بأنهم لن يتم إعادتهم إلى أوطانهم، إلا أن أسرى الحرب القوزاق عادوا إلى الاتحاد السوفيتي. تم إعدام الكثير منهم بتهمة الخيانة. 
بعد الحرب، تم اعتبار أعضاء وحدات بحر البلطيق فافن-غرينادي منفصلة ومتميزة في الغرض والأيديولوجية والأنشطة عن قوات الأمن الخاصة الألمانية من قبل الحلفاء الغربيين. بعد ذلك، في ربيع عام 1946، من بين مجندين من البلطيق الذين استسلموا للحلفاء الغربيين في العام السابق، تم تشكيل ما مجموعه تسع شركات لحماية المحيط الخارجي لمحكمة محكمة نورمبرغ الدولية والعديد من المستودعات ومساكن الضباط والمدعين العامين الأمريكيين المرتبطين بالمحاكمة. وكُلف الرجال أيضًا بحراسة مجرمي الحرب النازيين المتهمين بالسجن أثناء المحاكمة حتى يوم الإعدام. 

## وحدات فافن-غس غس الأجنبية التي جندتها ألمانيا النازية

### ألبانيا
المجموع: 6500 إلى 7000 
- فرقة فافن الجبلية الحادية والعشرون اس اس سكاندربغ [16]

### بلجيكا
المجموع: 18,000 (حول «مقسمة بالتساوي بين الفلمنج والوالون») 
- SS-Freiwilligen Legion Flandern (1941): 875 [1]
- SS-Freiwilligen-Standarte Nordwest [16]
- 5th SS Volunteer Sturmbrigade Wallonien [16]
- 6th SS Volunteer Sturmbrigade Langemarck [16]
- 27 SS متطوع شعبة لانجمارك [16]
- الدورة الثامنة والعشرون من متطوعي قوات الأمن الخاصة (Grenadier Division Wallonien) [16]
- المتطوعون الفلمنكيون في فرقة SS الخامسة لرياضة المشي لمسافات طويلة

### بلغاريا
- الفيلق الإستوني [16]
  - فرقة فافن غرينادير العشرين التابعة لقوات الأمن الخاصة (الاستونية الأولى)[16]

### محمية بوهيميا ومورافيا
- سرية سانت وينسيسلاس [28] [29] (لم تقاتل أبدا). في مارس 1945، سمحت ألمانيا بإنشاء سرية سانت وينسيسلاس من المتطوعين التشيك للعمل مع فافن-إس إس.

### دولة كرواتيا المستقلة
- الفرقة الجبلية فافن الثالثة عشر إس إس هاندشار [16]
- الفرقة الجبلية الثالثة والعشرون كاما إس إس (الكرواتية الثانية) [16]

### الدنمارك
المجموع: 6000 
- فيلق الدنمارك الحر (1941): 1,164 [1]
- متطوعون دنماركيون في فافن إس إس، غالبيتهم فيتشكيل بانزر فيكينج إس إس الخامس و SS Division Nordland [16]

### استونيا
المجموع: 20,000 
- الفرقة الثانية والعشرون من متطوعي قوات الأمن الخاصة ماريا تيريزيا [16]
- الفرقة 25 Waffen Grenadier من SS Hunyadi (المجرية الأولى) [16]
- الفرقة 26 Waffen Grenadier of the SS (المجرية الثانية) [16]
- الفرقة الثالثة والثلاثين لفافن من القوات الخاصة (المجرية الثالثة) [16]

### فنلندا
المجموع: 1,180  إلى 3,000 
- كتيبة المتطوعين الفنلندية التابعة لفافين إس إس [16]

### فرنسا
المجموع: 20,000 
- Französisch SS-Freiwilligen-Sturmbrigade [16] a / k / an 8 SS SS Volunteer Sturmbrigade France [31]
- الفرقة الثالثة والثلاثون في Waffen Grenadier في SS Charlemagne (الفرنسية الأولى) [16]
- Bretonische Waffenverband der SS (80 رجال)

### الحكومة العامة
المجموع: وصل 12 رجلاً إلى قاعدة تدريب قوات الأمن الخاصة في تراونيكي
- فشلت محاولة لتوظيف Goralenvolk في عام 1943، تم التخلي عن الفكرة كلها واعتبرت مستحيلة من قبل SS-Obergruppenführer Krüger في 5 أبريل 1943.[32]

### اليونان
المجموع: 20,000 
- الفيلق اللاتفي [16]
  - فرقة فافن غرينادير الخامسة عشر التابعة لقوات الأمن الخاصة (اللاتفية الأولى) [16]
  - فرقة فافن غرينادير التاسعة عشر التابعة لقوات الأمن الخاصة (اللاتفية الثانية) [16]

### الهند
المجموع: 4500 
- Indisches Freiwilligen Legion der Waffen-SS (الفيلق الهندي) [16]

### إيطاليا
المجموع: 15000 
- 14 Waffen Grenadier Division of the SS (الجاليكية الأولى) [33]
- الفرقة Waffen Grenadier التاسعة والعشرون في SS RONA (الروسية الأولى) [16]
- الفرقة 30 Waffen Grenadier of the SS (البيلاروسية الأولى) [16]
- Osttürkische Waffen-Verbände der SS [16]
- Kaukasische Waffen-Verbände der SS [16]
- Tataren-Gebirgsjäger-Regiment der SS [16]
- وافين ستورم - لواء كامينسكي [16]
- وافين ستورم - لواء رونا [16]

### لاتفيا
المجموع: 80,000 

### هولندا
المجموع: 25000 
- SS Freiwilligen Legion Niederlande (1941): 2,559 [1]
- SS-Freiwilligen-Standarte Nordwest [16]
- SS المتطوع غرينادير-لواء Landstorm Nederland [16]
- 4th SS متطوع Panzergrenadier لواء Nederland [16]
- الفرقة الثالثة والعشرون من متطوعي قوات الأمن الخاصة بانزر غرينادير، الفرقة الهولندية [16]
- الفرقة الرابعة والثلاثون لمتطوع SS في غرينادير، Landstorm Nederland [16]

### النرويج
المجموع: 6000 
- الفيلق النرويجي [16] (1941): 1,218 [1]
- اس اس شيجاغر - باتالجون نورويجين [16]

### رومانيا
المجموع: 50000 
- المتطوعين الرومانية في وفن-SS [16]
- فوج فافن غريناديإس إس (الرومانية الأولى) [16]
- فوج فافن غرينادي إس إس (الروماني الثاني) [16]

### إسبانيا
- Spanische-Freiwilligen-Kompanie der SS 101 [16]
- Spanische-Freiwilligen-Kompanie der SS 102 [16]

### الاتحاد السوفييتي
- 14 Waffen Grenadier Division of the SS (الجاليكية الأولى) [33]
- الفرقة Waffen Grenadier الـ29 التابعة لـ SS RONA (الروسية الأولى) [16]
- 30th Waffen Grenadier Division of the SS (1st Belarussian) [16]
- تشكيلات متطوعي أزيري وافين أس أس [16]
- Kaukasische Waffen-Verbände der SS [16]
- Tataren-Gebirgsjäger-Regiment der SS [16]
- فافن ستورم - لواء كامينسكي [16]
- فافن ستورم - لواء رونا [16]

### السويد
- Waffen-SS abteilung Sveaborg.[35] قاتل متطوعون آخرون من السويديين والسويديين الإستونيين فافن-إس إس في وحدات مختلفة.[36] وكان الكثير منهم من نورلاند وقاتلوا من أجل فنلندا، في 1939-1940.
- عدد رجال قوات الأمن الخاصة السويدية غير واضح، ربما بضع مئات. تفتقر فافن-إس إس إلى أي مكتب توظيف داخل السويد، ومع ذلك طار البعض إلى النرويج أو الدنمارك المحتلة - أو مباشرة إلى ألمانيا.

### سويسرا
انضم عدد كبير من السويسريين الناطقين بالألمانية إلى قوات الأمن الخاصة. وتجدر الإشارة بوجه خاص إلى العقيد ريدوغ السويسري المولد، وهو الزعيم الفعلي لمجندي ليتستيل الجرمانية. ألقى ريدوغ خطابًا في عام 1943، انتقد فيه الطريقة التي تعاملت بها قوات الأمن الخاصة مع هروب 7000 يهودي دنماركي من الأراضي التي كان يسيطر عليها النازيون. تم تجريده هو وزملاؤه من المتطوعين الألمان من الدنمارك والسويد وسويسرا المحايدة من أدوار قيادية وأرسلوا إلى الجبهة الشرقية حيث هلك معظمهم.

### أراضي القائد العسكري في صربيا
المجموع: 27886
- فيلق المتطوعين الصرب (امتص في عام 1944)
- فرقة المتطوعين الجبلية السابعة إس إس برينز يوجين

### المملكة المتحدة
المجموع: 54 
- الفيلق البريطاني الحر [40]

## روابط خارجية
- قام المحاربون القدامى في بريطانيا بعقد لقاءات سرية : The Telegraph ، 5 May 2002.